# Cantone di Buis-les-Baronnies
Il Cantone di Buis-les-Baronnies era un cantone della Francia dell'arrondissement di Nyons.
A seguito della riforma approvata con decreto del 20 febbraio 2014, che ha avuto attuazione dopo le elezioni dipartimentali del 2015, è stato soppresso.

## Composizione
Comprendeva i comuni di:
- Beauvoisin
- Bellecombe-Tarendol
- Bénivay-Ollon
- Bésignan
- Buis-les-Baronnies
- Eygaliers
- Mérindol-les-Oliviers
- Mollans-sur-Ouvèze
- La Penne-sur-l'Ouvèze
- Pierrelongue
- Plaisians
- Le Poët-en-Percip
- Propiac
- Rioms
- La Roche-sur-le-Buis
- Rochebrune
- La Rochette-du-Buis
- Saint-Auban-sur-l'Ouvèze
- Sainte-Euphémie-sur-Ouvèze
- Saint-Sauveur-Gouvernet
- Vercoiran